# Габра (река)
Габра е река в България, Софийска област – община Елин Пелин, ляв приток на река Лесновска. Дължината ѝ е 25,3 km. Наречена е така, тъй като извира от местности, обрасли с габрови гори. През 1934 година името на реката е дадено и на село Чукурово, през която тя тече.
Габра започва с два потока на около 1000 m надмоска височина. Левият извира под връх Габровец, а десният - под връх Драгоевец. След като двата потока се съберат текат през местността Педучел, след която през 80-те години на XX век е образувано изкуственото езеро Тарторското, което се оттича през канал, който лъкатуши през територията на бившата мина Чукурово и стига село Габра от запад, от където навлиза в Чукуровската котловина. Пресича селото в бетонирано корито от запад на изток, като в края му реката завива на север-северозапад. Тук се влива и най-големият приток на Габра в Чукуровската котловина – Дъхчанец. В местността Банището река Габра образува блатиста зона, след която тече в ждрело между Лозенската планина и Вакарелските ридове. Малко преди клисурата в Габра се влива големият ѝ приток Суа Габра, който извира от склоновете на връх Мали Попов дел (1014 m). Под село Крушовица в река Габра се влива притокът Сърбол. Успоредно на Сърбол е притокът Върлия дол, който събора водите си под връх Конярника (800 m). Най-големият приток на река Габра е Брусов дол, който извира източно от гара Вакарел като мочурлив валог и тече на северозапад като силно се вдълбава до стотина метра между двата му бряга. Последният приток на Габра е Лесков дол, който се влива в нея малко след село Караполци. Оттук реката тече на север и се влива в Старата река на около 500 m източно от село Доганово.
От реките на Вакарелския рид река Габра има най-променлив наклон. Между изворите ѝ и Чукуровската котловина той е 25‰, в котловината 17‰, в ждрелото ѝ е 24‰, а от Побит камък нататък е 8,5‰. Средният ѝ наклон е 172‰ при дължина от 25,3 km.